# Joppa macrospila
Joppa macrospila là một loài tò vò trong họ Ichneumonidae.